# Макара-санкранті
Макара-санкранті (санскр. मकर संक्रान्ति, मकर संक्रान्ति, тел. మకర సంక్రాంతి, маратхі मकर संक्रान्ति, каннада ಮಕರ ಸಂಕ್ರಾಂತಿ) або санкранти — індуїстське свято, присвячене сонячному божеству Сур'я. Відзначається щороку 14-15 січня — у день переходу сонця у знак Козерогу (Макара), коли закінчується місяць зимового сонцестояння і починає збільшуватись світловий день.
Вважається сприятливим днем, котрий дарує людям благословення для успішного мирного і духовного життя. Це єдине свято у індуїзмі, засноване на сонячнім календарі, а не на місячнім. Під час цього свята прийнято приймати обмивання у Гангу або інших священних ріках, і поклонятися богу Сонця, пропонуючи йому перші плоди зібраного урожаю. Причини святкування різняться від одного регіону Индії до другого, у залежності від культурних і кліматичних особливостей. У Таміл-Наду і серед тамільського населення Шрі-Ланки, це свято називається Понгал.
Санкранті- це санскритське слово, котрим у індійській астрології означають перехід Сонця з одного знака зодіаку в інший. Однак Макара-санкранті — або перехід Сонця у знак Макара (назва знака Козорогу на санскриті), вважає особо сприятливим і священним. Індійська астрологія використає сидеричний (зоряний), тобто нерухомий Зодіак, приймаючи за початок відліку визначену зорю екліптики (дзету Риб). Тоді як західна астрологія використає тропічний, тобто рухомий Зодіак, приймаючи за початок відліку точку весняного рівнодення. Це відміна дає значущу різницю, рівну у XXI віку приблизно 23 градуси. Тому, хоча західна астрологія вважає, Сонце входить у знак Козорогу 22 грудня, згідно з індійською астрологією це відбувається на 21 день пізніше, 14 січня.